# Lidy Sluyter
Lidy Sluyter (Amsterdam, 19 mei 1960) is een Nederlandse actrice en zangeres. Op twaalfjarige leeftijd speelde ze mee in populaire televisieprogramma's als Oebele en Kunt u mij de weg naar Hamelen vertellen, mijnheer?.

## Carrière
Op 17-jarige leeftijd kreeg ze een hoofdrol aangeboden in de door Bram van Erkel geregisseerde tv-serie Duel in de diepte. De serie werd in 1979 uitgezonden door de KRO en bereikte een miljoenenpubliek. Sluyter, die 10.000 gulden kreeg voor haar werkzaamheden, verbleef drie maanden op Bonaire voor de opnamen van de 13 afleveringen. Ze speelde naast o.m. Peter Faber en Rutger Hauer.
In 1980 speelde Sluyter naast Bart Römer de hoofdrol in Muren van behang, een korte film van Martin Lagestee. Ook is ze te zien in de tv-film De blijde dag.

## Zangeres
In 1979 bracht Sluyter onder de naam Silvia Sommer (haar karakternaam uit Duel in de diepte) een single uit, getiteld Take Me. In 1980 bracht Hans van Hemert haar in contact met de broers Hans en Rob Keller. De band Chips werd in 1980 gevormd en scoorde een hit in de Nederlandse Top 40 met You Name It I'll Do It (nummer 26 in mei 1980). De daaropvolgende singles flopten en de band ging uit elkaar in 1981.

## Filmografie
- 1981: Kinderfeestje - Regie: Hank Onrust
- 1981: De Lemmings (tv-serie)
- 1980: De blijde dag - Regie: Bram van Erkel
- 1980: Muren van behang (Paper Walls) - Regie: Martin Lagestee
- 1979: Duel in de diepte - Regie: Bram van Erkel
- 1972: Kunt u mij de weg naar Hamelen vertellen, mijnheer? (tv-serie)
- 1970: Oebele (tv-serie)

## Discografie
Silvia Sommer
- 1980 - Take Me / Thema El Loco (Duel in de diepte)[1]

Chips
- 1980 - You Name It I'll Do It / Ooh the Night
- 1980 - Gimme Gum / Bang Bang Cupid
- 1980 - Do the Ding / That's Nice
- 1981 - I'm No Hero, I'm a Daro / Majesty[2]